# Mecistotrachelos apeoros
Mecistotrachelos apeoros (лат.) — вид вымерших планирующих пресмыкающихся из верхнего триаса (норийский век). Единственный известный представитель рода Mecistotrachelos.
Вид известен по двум окаменелостям, найденным в карьере на границе Вирджинии и Северной Каролины в США. Первая окаменелость была найдена в 1994 году, а вторая — в 2002 году, Ником Фрейзером, специалистом по позвоночным из Музея естественной истории Вирджинии. Обе в плохой сохранности, из-за чего описание вида было сделано на основании компьютерного сканирования.
Достигал, вероятно, примерно 25 см в длину. Характерная особенность — расположенные по бокам тела широкие кожные складки (мембраны), поддерживаемые рёбрами и способные расправляться в виде крыльев. Благодаря им они могли планировать. Два или три удлинённых ребра утолщены и, возможно, поддерживали мышцы, помогающие при планировании. Вторая особенность — шея очень длинная, с удлинёнными шейными позвонками, гораздо длиннее, чем у других планирующих рептилий триаса, таких как Icarosaurus и Kuehneosaurus. У Mecistotrachelos, как и у всех пролацертилий, череп удлинённый. Заднегрудные позвонки и заднетуловищный отдел тела удлинены, а переднегрудные позвонки с рёбрами, крепящимися к грудине, при этом переднетуловищный отдел и грудная клетка укорочены.
Систематическое положение Mecistotrachelos не ясно, но Фрейзер считает, что он связан с протозаврами, такими как танистрофей.